# روزللو
روزللو (به ایتالیایی: Rosello) یک کومونه در ایتالیا است که در استان کییتی واقع شده‌است. روزللو ۱۹ کیلومتر مربع مساحت و ۳۲۲ نفر جمعیت دارد و ۹۲۷ متر بالاتر از سطح دریا واقع شده‌است.